# South Brooklyn Boys
I South Brooklyn Boys (abbreviato SBB) è una famosa gang di strada di New York negli Stati Uniti.
Negli anni '50 del secolo scorso diverse bande italo-americane si formarono nel quartiere di South Brooklyn (Brooklyn Sud) e si unirono insieme sotto il nome di "South Brooklyn Boys".
Alle sue origini, gli SBB facevano parte di diversi piccoli gang di quartiere; in particolare di Carroll Gardens, Cobble Hill, Park Slope, Red Hook e Boerum Hill.
Alcune bande che composero gli originali Brooklyn Boys erano i South Brooklyn Devils, i Garfield Boys, Gli SB Angels, SB Diablos, i Wanderers, i Degraw St boys, i Sackett St Boys, i Butler Gents, i Gowanus Boys, i Kane St. Midgets, i Savages, i Testors, i Senators, i Little Gents, e gli Young Savages. 
Il mafioso della Famiglia Lucchese Anthony "Gaspipe" Casso fu uno dei primi membrid ella South Brooklyn Boys. La banda è stata liberamente affiliata e ha lavorato per la mafia italo-americana per tutta la sua storia fino ad oggi, ma non viene ritenuto ufficialmente un gruppo mafioso. 
Dagli anni '70 i South Brooklyn Boys non hanno rappresentato solo le bande originarie degli anni '50 ma molte generazioni di ragazzi cresciuto a Brooklyn Sud, in particolare l'area italiana di Carroll Gardens.
Il termine non è solamente usato come associazione di bande, ma anche come "senso di appartenenza", per la quale molti ragazzi del vicinato sentivano un'affinità.
Dagli anni '80 ad oggi, una nuova incarnazione dei South Brooklyn Boys è tornata molto attiva.

## Bande
I South Brooklyn Boys sono composti da 16 bande diverse.
- South Brooklyn Angels
- The Savages
- The Wanderers (rappresentati nel film The Wanderers)
- Degraw Street Boys (Degraw Street)-Cobble Hill
- Sackett Street Boys (Sackett Street )- Cobble Hill
- South Brooklyn Devils (Union Street and 4th Ave.)- Park Slope
- Garfield Place Boys (Garfield Place and 5th Street)- Park Slope
- Butler Street Gents (Butler Street and 9th Street from 4th Ave to 7th Ave)- Gowanus
- Gowanus Boys (Hoyt Street) - Gowanus
- Kane Street Midgets / Kane Street Boys (Kane Street) - Red Hook
- Little Gents (5th Avenue between Union Street & 9th Street)
- The West Street Boys(Avenue U)
- The Avenue W Crew (Avenue W)
- The Senators. (5thAve & Senator)
- The Young Savages (49 St, 5 Av)
- The Testors (33rd  & 3rdAve)